# Phoxophrys cephalum
Phoxophrys cephalum är en ödleart som beskrevs av  François Mocquard 1890. Phoxophrys cephalum ingår i släktet Phoxophrys och familjen agamer. Inga underarter finns listade i Catalogue of Life.